# Obraz Matki Bożej Pocieszenia w Starej Błotnicy
Obraz Matki Bożej Pocieszenia, Madonna Błotnicka, Królowa i Pani Ziemi Radomskiej – obraz Matki Bożej z Dzieciątkiem, znajdujący się w Sanktuarium Matki Bożej Pocieszenia w Starej Błotnicy, uznany za cudowny przez wiernych polskiego kościoła katolickiego oraz otoczony kultem.
Malowidło, należące do grupy obrazów gotyckiego malarstwa tablicowego, o wymiarach 71×103 cm, przedstawia Maryję trzymającą na lewej ręce Dzieciątko Jezus, zwracając ku Niemu nieznacznie swoją twarz, patrząc nadal na widza. Prawą rękę Maryja trzyma na sercu. Jezus spogląda na Matkę Bożą, wskazując ją prawą ręką, natomiast lewą rękę opiera na książce.
Autor malowidła jest nieznany. Umownie określa się, że powstało ono w warsztacie tzw. "Mistrza Matki Boskiej z Czulic".
Obraz (typu hodigitria) powstał w technice temperowej na desce lipowej z zaokrągleniem z drewna sosnowego (tablica starsza od samego obrazu być może o kilkadziesiąt lat). Nie jest znana data jego namalowania. Szacuje się, że mógł on powstać od końca XV (ok. 1490 r.) do końca XVII w. Jednak już prymas Jan Łaski w Liber beneficiorum archidyecezyi gnieźnieńskiej spisywanym w latach 1511–1523 wspomina o cudownym obrazie Maryi Panny. Według legendy obraz został wyorany na polu w miejscowości Ryki i przekazany przez właścicielkę wsi parafii.
Po potopie szwedzkim, zniszczony obraz został przemalowany przez nieznanego malarza w 1660 r. Wtedy też umieszczono w lewym dolnym rogu obrazu portret, najprawdopodobniej fundatora prac konserwatorskich. Potem przemalowywano go jeszcze dwu lub trzykrotnie. Reliefowa dekoracja tła oraz popiersie adoranta są efektem przeróbek z XVII w..
W 1868 r. nałożono na obraz srebrne sukienki, który został przeniesiony, na polecenie bpa Michała Józefa Juszyńskiego do nawy głównej.
Obraz słynie z cudów. Jednym z nich jest uzdrowienie, urodzonego w pobliskiej Jedlance, bpa Józefa Andrzeja Załuskiego, o czym wspominał jego brat bp Andrzej Stanisław Załuski: W Błotnicy przez votum tu oddane, już od lekarzy odstąpiony, książę, brat mój do zdrowia został przywrócony.
Innym świadectwem otrzymanych łask jest uzdrowienie w 1918 r. w Jedlińsku chorego na tyfus Piotra Gołębiowskiego, późniejszego administratora apostolskiego diecezji sandomierskiej.
Pierwotne, i znane obecnie malowidło zostało odkryte podczas prac konserwacyjnych prowadzonych pod kierunkiem prof. Karola Dąbrowskiego. Odkryto, że pod dotychczasowym wizerunkiem Matki Boskiej znajduje się inny, który został zasłonięty w wyniku kilkukrotnych zabiegów renowacyjnych, polegających na namalowaniu nowej warstwy. Warstwy te zostały usunięte.
Dzięki staraniom bpa Piotra Gołębiowskiego papież Paweł VI zezwolił na koronację obrazu. Złote korony nałożył 21 sierpnia 1977 r., w zastępstwie chorego prymasa Polski kard. Stefana Wyszyńskiego, metropolita krakowski kard. Karol Wojtyła, któremu asystował abp Henryk Gulbinowicz.